# 대한민국 제2대 대통령 선거 자유당 후보 선출
대한민국 제2대 대통령 선거 자유당 후보 선출은 당시 원외파와 원내파로 분열돼있던 자유당이 1952년 대통령 선거를 위해 정·부통령 선거를 각각 지명한 일을 말한다.
원외파는 대통령으론 이승만 대통령, 부통령으로는 이범석 전 총리를 지명한 반면, 원내파는 대통령으론 이승만 대통령, 부통령으론 이갑성 의원을 지명했다.

## 과정
1950년 총선에서 여권이 참패하자 이승만 대통령은 간선제 헌법 하에선 재선이 어렵다고 판단, 발췌 개헌을 강행하여 대통령 직선제를 도입했다.
당시 자유당이라는 당명을 쓰는 정당은 두 곳이 있었는데, 하나는 이범석 전 총리가 창당을 주도한, 통일노농당에서 이름을 바꾼 이른바 원외파 자유당이었으며, 다른 한 곳은 친여 성향 국회의원들이 조직한 이른바 원내파 자유당이었다. 이승만 대통령은 원외파만이 진정한 자유당이라는 성명까지 내며 원외 자유당을 지지하고 있었다. 이후 다수의 원내 자유당 소속 의원들은 원외 자유당과의 통합을 주장했고, 통합에 반대하는 의원들과 충돌하자 결국 자유당 합동파라는 이름의 새로운 원내 교섭단체를 결성하기에 이르렀다.
원외 자유당과 원내 자유당 합동파는 모두 이승만 대통령을 지지하고 있었으나, 조직의 인적 구성 등에 대한 차이점으로 인해 섣불리 통합은 하지 못하고 있었다. 결국 두 자유당은 통합하지 못한 채 정부통령 선거를 맞게 되었다. 원외 자유당은 당연히 사실상 창당을 주도한 당의 산파이자 이승만 정권의 2인자인 이범석 전 총리를 부통령 후보로 내세울 계획이었으나, 합동파에서는 후보로 내세울 뚜렷한 인물도 없는 상황이었다.

## 후보 지명

### 원내 자유당
1952년 7월 18일 부산에서 열린 원내 자유당 합동파 중앙상무회의는 대통령 후보로 이승만 박사를 만장일치로 추대하고 부통령 후보로는 이갑성 의원을 선출했다.
| 후보   | 득표수 | 득표율 |
| ------ | ------ | ------ |
| 이갑성 | 28     | 90.3   |
| 함태영 | 2      | 6.5    |
| 배은희 | 1      | 3.2    |

### 원외 자유당
1952년 7월 19일 대전에서 열린 원외 자유당 전당대회에서는 대통령 후보로 이승만 박사, 부통령 후보로 이범석 전 총리가 선출됐다.

### 여권 분열
역시 대통령 후보로 이승만 대통령을 내세우고 있던 조선민주당은 이윤영 전 의원을, 대한여자국민당은 임영신 의원을 부통령 후보로 지지하였으며, 이승만 대통령 본인은 함태영 전 심계원장을 몰래 지원하는 등 여권의 부통령 후보는 통일되지 못한 모습을 보였다.

## 같이 보기
- 대한민국 제2대 대통령 선거